# You’ll Never Find Me
You’ll Never Find Me ist ein Mystery-Thriller von Josiah Allen und Indianna Bell. Eine erste Vorstellung des Films erfolgte im Juni 2023 beim Tribeca Film Festival.

## Handlung
Patrick lebt zurückgezogen in einem Trailer am Rand einer Wohnwagensiedlung irgendwo in Australien. In einer stürmischen Nacht, als  ein heftiges Gewitter ausgebrochen ist, klopft um 2 Uhr eine junge Frau auf der Suche nach Schutz an seiner Tür. Sie behauptet, vom Strand gekommen zu sein, trägt aber keine Schuhe. Patrick lässt sie herein und bietet ihr eine warme Dusche an, bis der Sturm vorübergezogen ist.

## Produktion
Regie führten Josiah Allen und Indianna Bell. Für beide stellt You’ll Never Find Me ihr Spielfilmdebüt dar. Bell schrieb zudem das Drehbuch und fungierte gemeinsam mit Allen, Jordan Cowan und Christine Williams als Produzentin, während Allen den Filmschnitt übernahm. Im Jahr 2016 schloss Allen sein Studium der Filmproduktion ab und gründete zusammen mit Bell und John Chataway das Kollektiv „Stakeout Films“. Gemeinsam realisierten sie die Kurzfilme Small Town P.D., Safe Space, Call Connect. und The Recordist.
Als Inspiration für You’ll Never Find Me nannten Allen und Bell die Folge Zwei Gewitter der Horrorserie Spuk in Hill House von Mike Flanagan, die ebenfalls während eines Unwetters spielt.
Brendan Rock, der bereits in ihren Kurzfilmen Call Connect. und The Recordist und in kleineren Rollen in Carnifex von Sean Lahiff und The Stranger von Thomas M. Wright zu sehen war, spielt in der Hauptrolle Patrick. Produzentin Cowan, die ebenfalls bereits in The Recordist mitwirkte, spielt die Frau, die in dieser Nacht an seine Tür klopft. Kameramann Maxx Corkindale war zuletzt für Rolf de Heers Filmdrama The Survival of Kindness tätig.
Die Filmmusik komponierte Darren Lim. Das Soundtrack-Album mit insgesamt 15 Musikstücken wurde am 3. April 2024 als Download veröffentlicht.
Die Premiere von You’ll Never Find Me erfolgte am 10. Juni 2023 beim Tribeca Film Festival. Im Juli 2023 wurde der Film beim Bucheon International Fantastic Film Festival im internationalen Wettbewerb gezeigt. Im August 2023 erfolgten Vorstellungen beim Melbourne International Film Festival. Im Oktober 2023 wurde You’ll Never Find Me beim Sitges Film Festival und beim Adelaide Film Festival gezeigt. Ende Oktober, Anfang November 2023 wurde er beim Brisbane International Film Festival gezeigt. Im März 2024 wurde der Film beim Glasgow Film Festival und im April 2024 beim Hardline Film Festival vorgestellt.

## Rezeption

### Kritiken
Die bei Rotten Tomatoes aufgeführten Kritiken sind 80 Prozent positiv bei einer durchschnittlichen Bewertung mit 7 von 10 möglichen Punkten.

### Auszeichnungen
Adelaide Film Festival 2023
- Nominierung im Feature Fiction Competition[15]

Australian Directors Guild Awards 2024
- Nominierung für die Beste Regie bei einem Debütfilm (Josiah Allen und Indianna Bell)
- Nominierung für die Beste Regie bei einem Film mit einem Budget unter 1,5 Mio. AUS-Dollar (Josiah Allen und Indianna Bell)[16]

Bucheon International Fantastic Film Festival 2023
- Nominierung im Internationalen Wettbewerb[7]

Screamfest Horror Film Festival 2023
- Auszeichnung für die Beste Filmmusik (Darren Lim)[17]